# Skyrunner Italy Series
Le Skyrunner Italy Series sono un circuito italiano di skyrunning promosso dall'International Skyrunning Federation (ISF) e patrocinato dalla Federazione Italiana Skyrunning (FISKY)
Il circuito conta di 15 prove divise per le tre specialità dello skyrunning (5 VERTICAL, 5 SKY e 5 ULTRA). Ad ogni gara vengono assegnati dei punteggi a scalare per i primi 30 uomini e le prime 15 donne. Le  prove finali di ciascuna specialità offrono un bonus di punteggio del 20%. Per la classifica finale,  per ciascun atleta, vengono conteggiati i tre migliori risultati conseguiti nelle diverse specialità.

## Albo d'oro
| Anno | Specialità | Uomini            | Donne             |
| ---- | ---------- | ----------------- | ----------------- |
| 2014 | Sky        | Fabio Bazzana     | Emanuela Brizio   |
| 2014 | Vertical   | Nicola Pedergnana | Stephanie Jimenez |
| 2014 | Ultra      | Fulvio Dapit      | Lara Mustat       |
| 2015 | Sky        | Tadei Pivk        | Silvia Rampazzo   |
| 2015 | Vertical   | Nadir Maguet      | Stephanie Jimenez |
| 2015 | Ultra      | Fabio di Giacomo  | Cristina Carli    |

## Calendario 2015
| SKY                                  |              |                         |
| ------------------------------------ | ------------ | ----------------------- |
| International SkyRace Carnia         | 14 giugno    | Paluzza (UD)            |
| Maratona del Cielo-Sentiero 4 luglio | 5 luglio     | Corteno Golgi (BS)      |
| Maddalene SkyMarathon                | 30 agosto    | Madonna del Senale (TN) |
| SkyRace Monte Cavallo                | 13 settembre | Piancavallo-Aviano (PN) |
| Bellagio SkyRace                     | 23 ottobre   | Bellagio (LC)           |
|                                      |              |                         |
| VERTICAL                             |              |                         |
| Trentapassi Vertical                 | 24 maggio    | Marone (BS)             |
| Cervino Vertical Kilometer           | 25 luglio    | Cervinia (AO)           |
| Gran Sasso Vertical Kilometer        | 31 luglio    | Fonte Cerreto (AQ)      |
| Trofeo Latemar Vertical Kilometer    | 30 agosto    | Predazzo (TN)           |
| Trofeo Latemar Vertical Kilometer    | 6 settembre  | Prali (TO)              |
|                                      |              |                         |
| ULTRA                                |              |                         |
| Ultra Trail del Mugello              | 2 maggio     | Badia di Moscheta (FI)  |
| Cervino X-Trail                      | 5 luglio     | Antey (AO)              |
| Trans D'Havet                        | 26 luglio    | Piovene (VI)            |
| Sella Ronda Trail Running            | 12 settembre | Canazei (TN)            |
| Tartufo Trail Running                | 11 ottobre   | Calestano (PR)          |